# Guarino Foscari
Guarino Foscherari, anche noto come Guarino Guarini (Bologna, 1080/1084 – Palestrina, 6 febbraio 1158), è stato un cardinale, vescovo cattolico, religioso e santo italiano.

## Biografia
Nato da nobile famiglia dei Foscherari a Bologna, dopo l'ordinazione sacerdotale nella sua città natale, entrò nella congregazione dei canonici mortariensi nella prepositura di Santa Croce a Mortara, non senza aver prima destinato tutti i suoi beni alla costruzione di un ospedale. A Mortara visse una vita austera, eccellendo in dottrina, sapienza e carità, tanto che verso il 1132 venne eletto vescovo di Pavia, ma egli rifiutò la carica e dovette fuggire per sottrarsi alla nomina voluta dal popolo. Nel concistoro del dicembre 1144 papa Lucio II, suo concittadino e amico, lo nominò cardinale vescovo di Palestrina, carica cui non osò sottrarsi data l'amicizia di lunga data con il papa che lo aveva nominato.
Fu pastore della diocesi di Palestrina per tredici anni, continuando, nel privato, l'austera vita monacale. Divenne famoso per la sua generosità, distribuendo ai poveri tutti gli introiti derivanti dalla sua carica. Non si occupò mai di politica.
Morì in odore di santità. Papa Alessandro III ne decretò il culto già nel 1159.
Le sue spoglie furono dapprima inumate nella cripta della Cattedrale di Sant'Agapito martire a Palestrina. Nascoste quando, nel 1437, Palestrina subì il saccheggio, non furono più ritrovate, anche se vi sono voci non confermate di una traslazione a Bologna o addirittura in Maremma.

## Elezioni papali
Durante il suo periodo di cardinalato, Guarino partecipò alle elezioni papali del:
- 1145, che vide l'ascesa al Soglio pontificio di papa Eugenio III
- 1153, che vide l'ascesa al Soglio pontificio di papa Anastasio IV
- 1154, che vide l'ascesa al Soglio pontificio di papa Adriano IV